# Surb Tsnund
Lo Surb Tsnund (trascrizione inglese: Tsnund, in forma estesa: Surb znund, che significa letteralmente "santa nascita", in armeno: Սուրբ ծնունդ; pronuncia in armeno orientale: [tsənund], armeno occidentale: [dzənunt]), è la celebrazione della nascita e del battesimo di Gesù Cristo presso la Chiesa apostolica armena. 

## Descrizione
Questa festa corrisponde alla festa dell'Epifania (apparizione del Signore) nelle chiese occidentali e ortodosse. La celebrazione della nascita di Cristo è comunque compresa: infatti, nella Chiesa Apostolica Armena - unica tra le chiese cristiane - non ha mai avuto una "festa di Natale" separata il 25 dicembre.
Lo Surb Tsund è celebrato nella Chiesa armena il 6 gennaio, la quale dal 6 novembre 1923 segue il calendario gregoriano: fanno eccezione Tbilisi e Gerusalemme, dove si usa ancora il calendario giuliano, per cui la data della festività cade il 19 gennaio del calendario gregoriano.

## Riti e tradizioni
Dopo la celebrazione, viene consumato un pasto tradizionale celebrativo in cui vengono offerti, tra gli altri, Topik speziato, peperoni ripieni e cozze ripiene di riso; vengono inoltre scambiati regali.